# Steppenbirkenmaus
Die Steppenbirkenmaus (Sicista subtilis), auch Streifenmaus genannt, ist eine Art der Birkenmäuse und als solche ein Nagetier. 

## Äußere Merkmale
Hervorstehendes Merkmal ist der dunkle Aalstrich auf dem Rücken, der von einer aufgehellten schmalen Zone auf beiden Seiten begrenzt wird. Die Streifenmaus erreicht eine Kopf-Rumpf-Länge von 56 bis 72 mm, eine Schwanzlänge von 110 bis 130 % der Kopf-Rumpf-Länge. Die Grundfarbe ist graubraun.

## Verbreitung
Die Steppenbirkenmaus kommt auf der Balkanhalbinsel, in der Ukraine und in Südrussland vor.

## Verhalten
Die Streifenmaus ist ein ausgesprochener Steppenbewohner. Sie legt ihr Sommernest unterirdisch an und sie hält einen Winterschlaf.